# The Pirate Bay
The Pirate Bay (абревиатура: TPB, в превод от английски: Пиратският залив) е известен шведски уеб сайт, най-големият BitTorrent тракер в света, позволяващ надежден трансфер на големи файлове, с повече от 22 млн. потребители. Той също служи като индекс за торент файлове.
Тракерът е със свободен достъп, където всеки може да сваля торент файлове. Качване на торенти могат да осъществяват само регистрирани потребители, които могат да поставят и коментари на публикуваните торенти, както и да използват системата за съобщения.
Създаден е през ноември 2003 година от шведската организация „Piratbyrån“ ('Пиратско бюро'), бореща се срещу авторските права в сегашния им вид. От началото на 2004 година съществува като отделна организация. Сайтът се поддържа от Готфрид Свартхолм, Фредерик Неийо и Петер Сунде.
През февруари 2009 година започва съдебен процес срещу собствениците на The Pirate Bay. Този процес завършва на 17 април 2009 година с осъдителна присъда за четиримата създатели на проекта, която е една година затвор и глоба от 3,6 млн. щ.д. Адвокатите на четиримата настояват, че подопечените им не са виновни и имат намерение да обжалват решението на съда.
На 1 януари 2010 екипът на The Pirate Bay обявява, че торент тракерът ще спре работа завинаги. Въпреки това сайтът ще продължи да работи, но милионите потребители на BitTorrent няма да могат да ползват директната връзка към тракера, а ще трябва да разчитат на DHT или алтернативни тракери, за да могат да споделят файлове. Според собствениците развитието на BitTorrent протокола е довело до това, че тракерите стават излишни. Свалянето на торенти може да става и без тракер, чрез DHT или PEX.
Бъдещето на TPB е все още неясно. Но затварянето на тракера е значимо събитие в историята на интернет. Междувременно е променено и описанието на сайта от „The world’s largest BitTorrent tracker“ (Най-големият BitTorrent тракер в света) на „The world’s most magnetic BitTorrent site“ (Най-магнетичният BitTorrent сайт в света).
На 18 май 2010 г. хостинга на сайта е предоставен на Пиратската партия на Швеция с оглед защитата на правото за самоизразяване на ползвателите.
През февруари 2011 г. на закритото заседание на работната група по спазване на законодателството на ЕС (European Union’s Law Enforcement Work Party –LEWP) е предложено да се създаде европейски филтър като китайския, за да се блокира достъпът до определени сайтове. Представители на сайта The Pirate Bay, във връзка с многократното подлагане сайта на цензура и юридически тормоз смятат, че започва борба за свобода в мрежата.
В началото на септември 2011 г. в 14 европейски държави – Холандия, Чехия, Унгария, Белгия, Норвегия, Германия, Италия, Великобритания и други са били проведени полицейски акции срещу сайтове за споделяне на файлове, като пазители на реда са направили обиски на интернет доставчици, осигуряващи работата на най-големия пиратски торент тракер Pirate Bay, както и на WikiLeaks.
Един от основателите на The Pirate Bay, Питър Санде още през 2010 г. призова към бойкот на интернет системата, ръководена от ICANN (създадена с участието на правителството на САЩ), като се организира работата на алтернативното интернет пространство, което е сравнително лесен технически проблем.
В началото на 2012 г. съд в Хага нареди на интернет доставчици в Холандия в срок от 10 дни да блокират достъпа до сайта.
В началото на февруари 2012 г. шведският върховен съд излезе с решение неподлежащо на обжалване постановяващо, че „за подпомагане на нелегалното разпространение на материали – обект на авторски права“ Питър Сунде получава 8 месеца затвор, Фредрик Нейдж – 10 месеца, а Карл Ландстром – 4 месеца. Четвъртият основател на The Pirate Bay Готфрид Свартхолм получава присъда от 1 година. Четиримата са глобени в размер на 46 млн. шведски крони. The Pirate Bay сменя домейна си от .com на .se, за да се предпази от евентуално легално затваряне от страна на САЩ.
На 29 февруари 2012 г. всички торенти на сайта се изтриват. От 1 март 2012 г. The Pirate Bay заменя всички .torrent файлове с т.нар. magnet (магнитни) линкове. Цялата база данни на сайта се събира във файл с големина едва 90MB, като обмяната на информация заприличва все повече на „облачна“ технология.
Сайтът е свален на 9 декември 2014 г., след като шведската полиция прави акция в помещенията на компанията, при която са иззети сървъри и друго компютърно оборудване. Няколко седмици след това в сайта се появява брояч до 1 февруари 2015 г. На 31 януари, ден по-рано от предполагаемата дата на завръщане, сайтът е отново функциониращ.